# Xã Washington, Quận Black Hawk, Iowa
Xã Washington (tiếng Anh: Washington Township) là một xã thuộc quận Black Hawk, tiểu bang Iowa, Hoa Kỳ. Năm 2010, dân số của xã này là 697 người.